# Antonio Ledezma

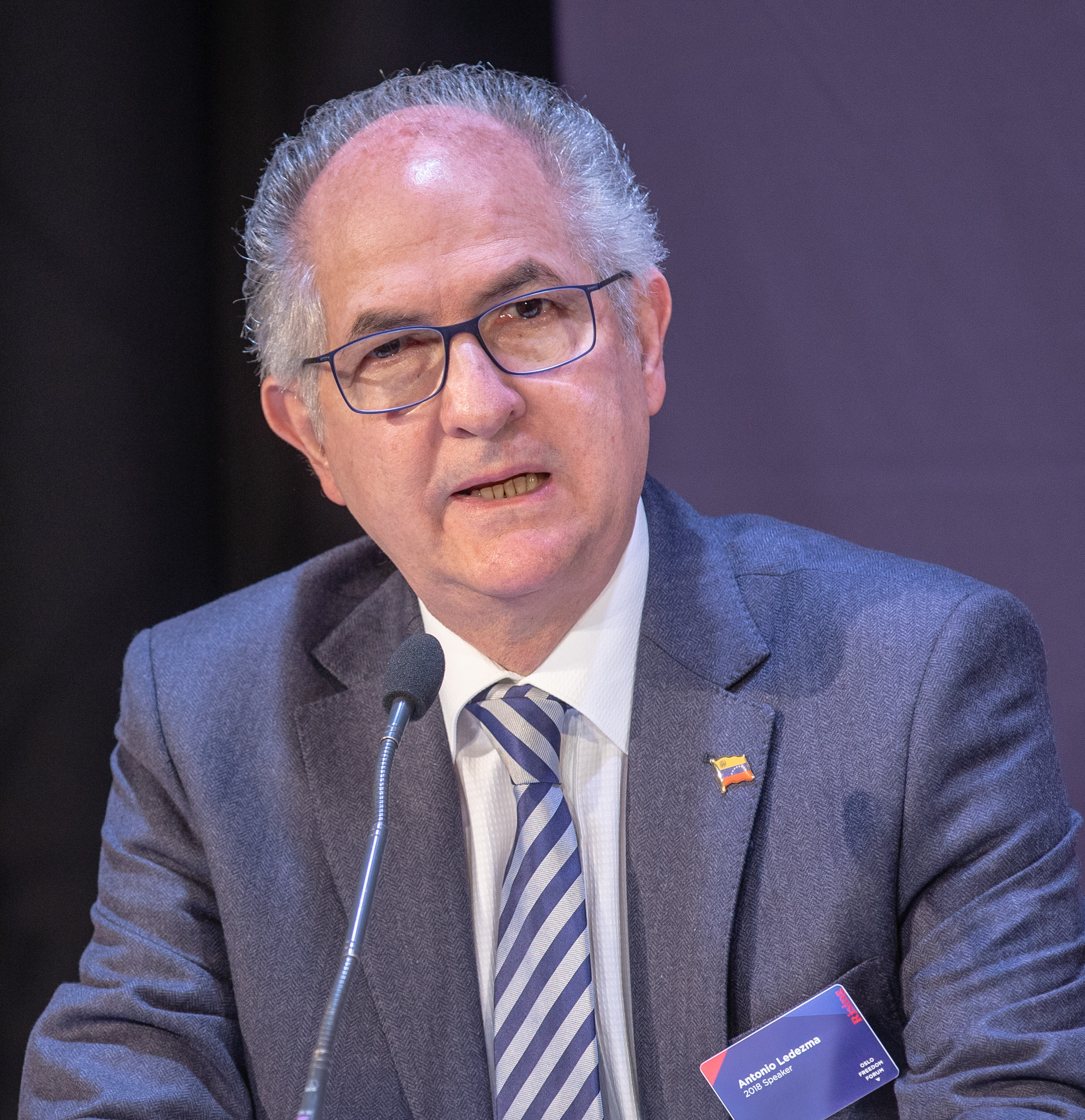
Antonio Ledezma (2018)

Antonio José Ledezma Díaz (geboren am 1. Mai 1955 in San Juan de los Morros, Guárico) ist ein venezolanischer Politiker. Seit 2008 war Ledezma gewählter Bürgermeister von Caracas, der Hauptstadt Venezuelas. 2015 wurde er des Amtes enthoben.
Ledezma ist einer der führenden Oppositionspolitiker gegen den seit 2013 regierenden Staatspräsidenten Nicolás Maduro von der Vereinigten Sozialistischen Partei (PSUV) sowie gegen dessen Vorgänger Hugo Chávez. Im Februar 2015 wurde Ledezma als angeblicher Anstifter von Unruhen gegen die Regierung im Amt verhaftet; im Februar 2016 wurde die Haft aus gesundheitlichen Gründen in Hausarrest umgewandelt.
Im November 2017 konnte sich Ledezma dem Hausarrest entziehen und über Kolumbien nach Spanien fliehen, von wo aus er seine Oppositionsarbeit im Exil fortsetzen will.

## Biografie
Ledezma schloss 1973 die Sekundarschule in seiner Heimatstadt ab, anschließend studierte er Rechtswissenschaft an der Universidad Santa María in Caracas und wurde nach dem Abschluss 1982 Rechtsanwalt. Er hatte sich schon während des Studiums der damals regierenden Partei Acción Democrática (AD) angeschlossen, für die er von 1979 bis 1984 Abgeordneter im Parlament seines Heimatstaates Guárico war. Von 1984 bis 1994 hatte Ledezma einen Sitz für Guárico im venezolanischen Parlament, von 1994 bis 1995 war er dort Senator für Guárico. Von Januar 1996 bis August 2000 war er Bürgermeister des Hauptstadtdistrikts von Caracas, Libertador.
Nachdem 1999 der Versuch gescheitert war, den Vorsitz der AD zu übernehmen, gründete Ledezma 2000 eine neue Partei, die Alianza Bravo Pueblo, deren Vorsitzender er ist (Stand 2015). Neben eigenen weiteren Studien zur öffentlichen Verwaltung profilierte sich Ledezma in den folgenden Jahren bis 2008 als außerparlamentarischer Kritiker der Politik des Präsidenten Hugo Chávez. 2008 trat Ledezma für seine neue Partei als Bürgermeisterkandidat für Caracas gegen Chávez’ Parteigänger an und gewann die Wahl. Die Reaktion des Staatspräsidenten und des von der PSUV dominierten Parlaments bestand darin, die Rechte des Hauptstadtbürgermeisters weitgehend zu beschneiden. 2013 wurde Ledezma wiedergewählt. 2015 wurde er des Amtes enthoben und verhaftet.

### Verhaftungen
Am 19. Februar 2015 wurde Ledezma in seinem Büro von bewaffneten Uniformierten festgenommen, eine Woche nachdem er gemeinsam mit den Oppositionspolitikern Leopoldo López und Maria Corina Machado am Jahrestag der Unruhen des Jahres 2014 einen „Aufruf an die Venezolaner für ein Nationales Abkommen zum Wechsel“ veröffentlicht hatte. Darin wurde zu einem „friedlichen Übergang“ der Maduro-Regierung aufgerufen, die in ihrer „Endphase“ sei.
Nach Aussagen des Sprechers seiner Partei Alianza Bravo Pueblo, Hector Urgelles, gehörten die Bewaffneten zum venezolanischen Geheimdienst SEBIN. Staatspräsident Maduro bestätigte die Festnahme persönlich in einer Rundfunk- und Fernsehansprache am Abend des 19. Februar. Er begründete die Aktion mit Vorwürfen, der Bürgermeister habe einen Putsch gegen die Regierung geplant. Am folgenden Tag wurde Ledezma von der Generalstaatsanwaltschaft wegen konspirativer Vorbereitung von Gewalttaten gegen die Regierung angeklagt.
Sein Anwalt kündigte an, dass er „alle zur Verfügung stehenden Mittel ausschöpfen“ werde, um die Haft aufheben zu lassen. In einem Brief aus dem Gefängnis forderte Ledezma den Rücktritt des Staatspräsidenten und rief die Oppositionsparteien zur Einigkeit und zur Fortsetzung des Widerstands gegen die Regierungspolitik auf. In einer Hintergrundinformation der BBC wurde Ledezmas Verhaftung in die Auseinandersetzungen der venezolanischen Innenpolitik eingeordnet: im Februar 2015 sahen sich von 76 oppositionellen Bürgermeistern im Amt 33 einer Anklage gegenüber.
Die Haft Ledezmas wurde aus gesundheitlichen Gründen im Februar 2016 in Hausarrest umgewandelt. In der Nacht auf den 1. August 2017 wurde er, gleichzeitig mit Leopoldo López, erneut durch den Geheimdienst SEBIN festgenommen und ohne Haftbefehl abgeführt, nachdem er am Vorabend einen Aufruf veröffentlicht hatte, friedlich gegen die umstrittenen Wahlen zur verfassunggebenden Versammlung vom 31. Juli 2017 zu protestieren. Am 4. August wurde er wieder in den Hausarrest entlassen. López blieb dagegen weiterhin in Haft.

### Flucht nach Europa

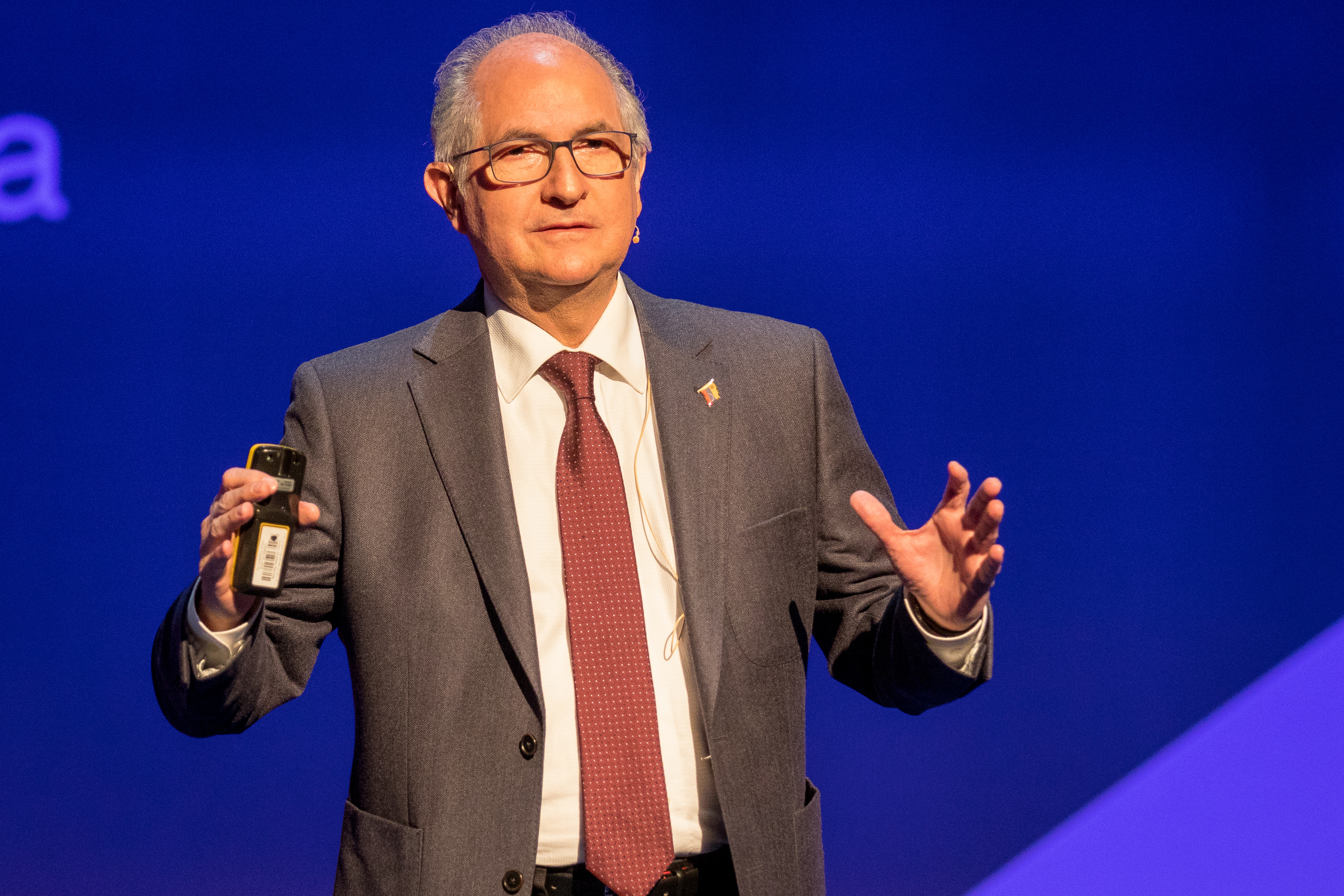
Ledezma 2018 beim Oslo Freedom Forum

Am 17. November 2017 entzog sich Ledezma dem Hausarrest und floh außer Landes, zunächst nach Kolumbien, anschließend in die spanische Hauptstadt Madrid, wo er nach Medienberichten am darauffolgenden Tag eintraf. Mariano Rajoy bot ihm die spanische Staatsbürgerschaft an, die er ablehnte. Er kündigte an, weiter für einen politischen Wandel in seinem Heimatland kämpfen zu wollen. Nach Einschätzung von María Corina Machado war diese Entscheidung auch im Zusammenhang damit zu sehen, dass Ledezma weiterhin kompromisslos den Rücktritt Maduros forderte. Er fühlte sich demnach bedroht, weil er sich von den meisten anderen Oppositionsparteien distanziert hatte, die sich bereit zeigten, Gespräche mit der Regierung aufzunehmen.
Zur spanischen Politik äußerte er sich, als er die Meinung vertrat, die Partei Podemos sei „ein Franchise-Unternehmen des Chavismus“.

## Ehrungen
- 2010: Finalist der Nominierungsrunde zum World Mayor der unabhängigen City Mayors Foundation (6. Platz)[18]
- 2015: Demokratie-Preis der amerikanischen Stiftung National Endowment for Democracy (NED), stellvertretend für alle politischen Gefangenen in Venezuela, gemeinsam mit dem Oppositionspolitiker Leopoldo López und der Menschenrechtsanwältin Tamara Sujú.[19]
- 2016: Geneva Summit Courage Award der jährlich in Genf abgehaltenen Geneva Summit for Human Rights and Democracy (NGO), stellvertretend für alle politischen Gefangenen in Venezuela, erneut gemeinsam mit Leopoldo López.[20]
- 2017: Sacharow-Preis des Europäischen Parlaments für die demokratische Opposition in Venezuela;[21] nach seiner Flucht konnte Ledezma die Auszeichnung bei der Preisverleihung in Straßburg am 13. Dezember 2017 stellvertretend entgegennehmen,[22] gemeinsam mit dem Präsidenten der Nationalversammlung Venezuelas, Julio Borges.[23]